# Annals
Annals (Annales) era el recull cronològic organitzat per anys que feia el pontífex màxim de Roma, dels esdeveniments organitzats en el que s'anomenava àlbum, que incloïa els noms dels magistrats i tota mena d'esdeveniments com guerres, pestes, prodigis, etc. El seu nom era annales pontificum o annales maximi, però foren destruïts en l'incendi de Roma pels gals el 389 aC i encara que foren restaurats hi ha alguns error i llacunes. Van continuar fins al 130 aC quan foren col·leccionats en vuit llibres, i després foren continuats pels anomenats annalistes (els escriptors d'annals)
Posteriorment es van dir annals a tots els reculls històrics organitzats per anys.